# ميليسا غود
ميليسا غود (بالإنجليزية: Melissa Goad)‏ هي عارضة وممثلة أمريكية، ولدت في 10 يوليو 1982 في سياتل في الولايات المتحدة.

## وصلات خارجية
- ميليسا غود على موقع IMDb (الإنجليزية)